# سامورانووو
سامورانووو (به بلغاری: Samoranovo) یک منطقهٔ مسکونی در بلغارستان است که در شهرستان دوپنیتسا واقع شده‌است.